# Northbrookøen
Northbrookøen (russisk: остров Нортбрук) er en ubeboet ø, der ligger i den sydlige ende af øgruppen Franz Josef Land i Ishavet nord for Rusland. Det højeste punkt på øen er 344 moh.
Northbrookøen er en af de steder, der er nemmest at komme til i øgruppe, og den har derfor været anvendt som udgangspunkt og base for polarekspeditioner i 1800- og 1900-tallet.
Øen er navngivet efter jarlen af Northbrook, der var præsident for Royal Geographical Society mellem 1890 og 1893. Den fik navnet delvist på grund af Nikolai Góring, der var en af jarlens støtter under hans tid som præsident.

## Historie
Kap Flora, der ligger i et område uden gletsjer på den sydvestlige del har været et vigtig sted i øens historie. Den britiske sejler og opdagelsesrejsende Benjamin Leigh Smith led skibbrud her i 1881. Den 17. juni 1896 mødte  Fridtjof Nansen efter sit forøg på at nå Nordpolen sammen med Hjalmar Johansen her Frederick George Jackson. Jackson ledte Jackson-Harmsworth-ekspeditionen, der havde base på Kap Flora.
En pynt på den nordlige del af øen ved 80°55'N, fik navn efter William Speirs Bruce, den skotske zoolog oceanograf, der havde været medlem af Jackson-Harmsworth-ekspeditionen.
I 1904 gravede de opdagelsesrejsende fra Zieglers nordpolsekspedition efter kul på øen, under en overvintring efter deres skib var sunket ved Rudolf Island.

## Tilstødende øer
- Ostrov Robertsona (Остров Робертсона), Robertsonøen er en lille ø øst for Northbrookøens østlige kyst, tæt på øens østligste punkt. Øen er navngivet efter den skotske opdagelserejsende kaptajn Thomas Robertson fra Scotia-ekspeditionen i 1904 til South Orkney Islands på skibet Scotia.
- Ostrov Novyy ligger mindre end 2 km syd-sydvest for Robertson, tæt ved kysten. Begge øer er mindre end 1 km lange.

## Galleri
- En gruppe hvalrosser på Northbrookøen
- Kysten på Northbrookøen